# Handzell
Handzell ist ein Pfarrdorf und Ortsteil des Marktes Pöttmes im Landkreis Aichach-Friedberg, der zum Regierungsbezirk Schwaben in Bayern gehört.
In der gleichnamigen Gemarkung liegen auch die Weiler Dieß, Mandlach und Sedlbrunn und die Einöden Aumühle, Batzmühle, Dießmühle, Maiermühle, Obermühle, Sankt Othmar und Siegersberg. Im örtlichen westmittelbairischen Dialekt heißt der Ort Haundzöö.

## Geographie
Handzell liegt südlich von Pöttmes an der Grenze zwischen der Aindlinger Terrassentreppe (Donau-Iller-Lech-Platte) im Westen und dem Donau-Isar-Hügelland im Osten. Diese sind Teil des Alpenvorlandes, eine der Naturräumlichen Haupteinheiten Deutschlands.
Die Ortsteile Dieß, Dießmühle, Maiermühle und Sankt Othmar liegen nordöstlich, Aumühle, Batzmühle, Obermühle und Sedlbrunn östlich, Mandlach südlich und Siegersberg westlich von Handzell.
Der Ort Handzell liegt an der nordsüdlich verlaufenden Staatsstraße St 2035 von Neuburg an der Donau über Pöttmes nach Augsburg.
Die Nachbarorte von Handzell und seinen Ortsteilen sind im Westen Stuben, im Nordwesten Kühnhausen, im Norden Wagesenberg, Immendorf und der Hauptort Pöttmes, im Nordosten Au, Pertenau und Eiselsried, im Osten die Schrobenhausener Ortsteile Gollingkreut und Öd, im Südosten Schnellmannskreuth, im Süden der Inchenhofener Ortsteil Ingstetten und im Südwesten Gundelsdorf.
Südlich von Handzell befindet sich bei Mandlach das Naherholungsgebiet Mandlachsee, in dessen Gebiet auch die Sandrach entspringt.

## Geschichte

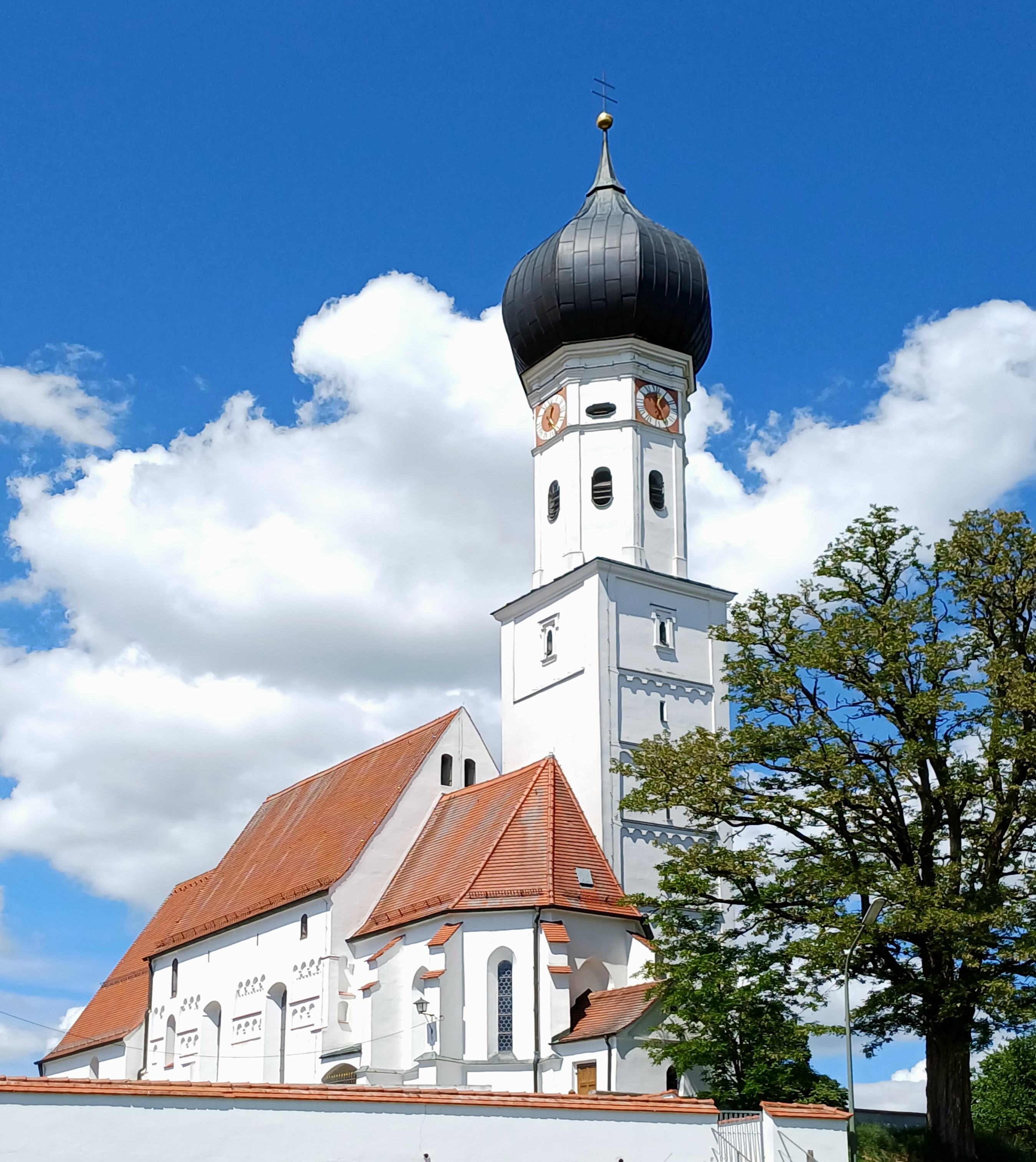
Pfarrkirche St. Maria Magdalena

Nördlich von Handzell befindet sich eine Schanze vermutlich keltischen Ursprungs, die im Schwedenkrieg eine Lagerstätte der Schweden bildete.
Handzell bedeutet das scharfe, böse, bittere, hantige Land. Die Endung -zell weist auf eine kirchliche Gründung hin.
Anfang des 14. Jahrhunderts gehörte der größte Teil von Handzell dem Kloster Fürstenfeld, das auch die Gerichtsbarkeit ausübte und eine Hofmark besaß.
1424 erwarben die Gumppenberger die Hofmark.
Die katholische Pfarrei Sankt Maria Magdalena in Handzell gehört zur Pfarreiengemeinschaft Pöttmes. Die Kirche ist eine Wehrkirche, in der die Menschen in Kriegszeiten Zuflucht suchten. Die Ortsteile Mandlach, Sankt Othmar und Sedlbrunn gehören zur Pfarrei Heilig Kreuz in Gundelsdorf, Au, Dieß und Dießmühle gehören zur Pfarrei Sankt Peter und Paul in Pöttmes.
Handzell war mit seinen Ortsteilen bis zum 1. April 1972 eine selbstständige Gemeinde im oberbayerischen Landkreis Aichach und wurde im Zuge der Gebietsreform in Bayern in den Markt Pöttmes eingemeindet. Am 1. Juli 1972 kam Pöttmes mit seinen Ortsteilen an den neugegründeten schwäbischen Landkreis Aichach-Friedberg, der bis zum 1. Mai 1973 den Namen Landkreis Augsburg-Ost trug.

## Töchter des Ortes
- Aurelie Deffner (1881–1959), bayerische Politikerin